# Pret A Manger
Pret a Manger, informalmente conhecido como "Pret" é uma empresa de fast-food britânica. Seu nome é um termo francês similar a "pronto pra comer", e ao mesmo tempo um trocadilho com "pret à porter" que significa pronto para usar.

## História
A empresa foi fundada em Londres em 1986 pelos amigos Sinclair Beecham and Julian Metcalfe que se conheceram quando estudavam Direito na Escola Politécnica Central de Londres, hoje denominada Universidade de Westminster.

## Características
A empresa costuma informar que todos os seus sanduíches são feitos no mesmo dia da venda, e que os sanduíches não vendidos são, no final do dia, coletados por empresas assistenciais que provêm comida aos sem-teto.
Diferentemente de similares, Pret a Manger não é um franchising.

## Pret fora da Inglaterra
Em 2001 o McDonald's adquiriu uma parcela de participação sobre a companhia nos Estados Unidos, a partir do que a Pret se expandiu em Nova Iorque (10 lojas) e Hong Kong.
Recentemente a maior parte Pret foi adquirida pela holding Bridgepoint, visando a tornar a Pret-a-Manger uma empresa internacional

## Pret na Europa
A 24 de outubro de 2024, foi inaugurada a 1ª loja em Portugal, no Centro Comercial Colombo, em Lisboa.  
Na França há diversas unidades abertas, inclusive na estação de trem Gare de Lyon em Paris.
Também podem ser encontradas unidades no aeroporto de Malpensa, na Itália  .

## Alguns de seus sanduiches e respectivos ingredientes
Summer Ham Salad - presunto maturado a seco (dry-cured Ham), cebola vermelha, maionese, tomate e salada em folhas.
Tuna Nicoise - Atum preparado de uma forma tradicional inglesa.
Humous & Roasted Peppers - Humous (massa a base-de-grão de bico - chickpea -, iogurte, sumo de limão, pimenta, páprica, cominho - cumin - e gergelim - opcional para adicionar um sabor de tahini) pimentas vermelhas torradas, cebola vermelha, pepino (cucumber), zátar (zahtar - mistura de temperos feita com orégano silvestre e sementes de gergelim torradas), folhas de espinafre e pão integral.
Summer Chicken and Mango - Sanduíche exótico e colorido: frango, manga, condimentos adocicados à base de frutas e temperos (fruity chutney), amêndoas torradas, rúcula (rocket leaves) e maionese: excelente para um picnic de verão.
Duck & Mango - autoexplicativo: pato com manga.
Really Wild Summer Salmon  - Flocos de Salmão do Alasca tostados, suco de limão, pepino, limão e maionese no pão integral (wholegrain bread)
Summer Brie-ze - Lanche com generosa porção de queijo Brie.
Free Range 'Devonshire Red' Chicken & Rocket - galinha caipira (free range chicken - galinhas criadas soltas, sem confinamento) e rúcula.
All Day Breakfeast - Ovos Caipiras, Maionese, Salsichas, bacon defumado no forno à lenha (beech-smoked bacon), ketchup, tomates, agrião (cress) e condimentos, no pão integral. (nota do Pret a Manger sobre tal lanche: This is an extremely naughty sandwich and not for the faint-hearted! It’s packed full of delicious ingredients (and lots of protein and B vitamins) but it is quite high in fat, calories and salt. Not a sandwich for every day but perfect for when only a ‘big eat’ will do!)
Chicken, Peppers & Ioghurt Dressing - Frango, molho 50% pimenta e 50% iogurte, pinhões (pine nuts), queijo maturado e folhas de espinafre no pão integral de malte.
Sunny Egg Salad - Ovos caipiras (free range eggs), maionese inglesa à base de mostarda, cebolas vermelhas e agrião no pão integral.
Falafel, spinach & tomato - Faláfel (bolinho de grão-de-bico típico de Israel), cebola vermelha, tomate, ketchup e molho de iogurte picante no pão integral.
Chicken & Whole-leaf Basil Salad - peito de frango marinado, folhas de manjericão frescas inteiras, pinhão, folhas de espinafre, tomates, molho de iogurte no pão integral.
Crayfish and avocado - Crustáceos de água doce (crayfish), abacate, molho à base de iogurte, rúcula e pepino em pão integral.